# Josef Derossi
Josef Derossi, Varianten Joseph als Vorname und de Rossi als Nachname (* 6. August 1768; † 18. Dezember 1841), war ein österreichischer Schauspieler und ab 1818 der erste Betreiber des Theaters Düsseldorf. 

## Leben

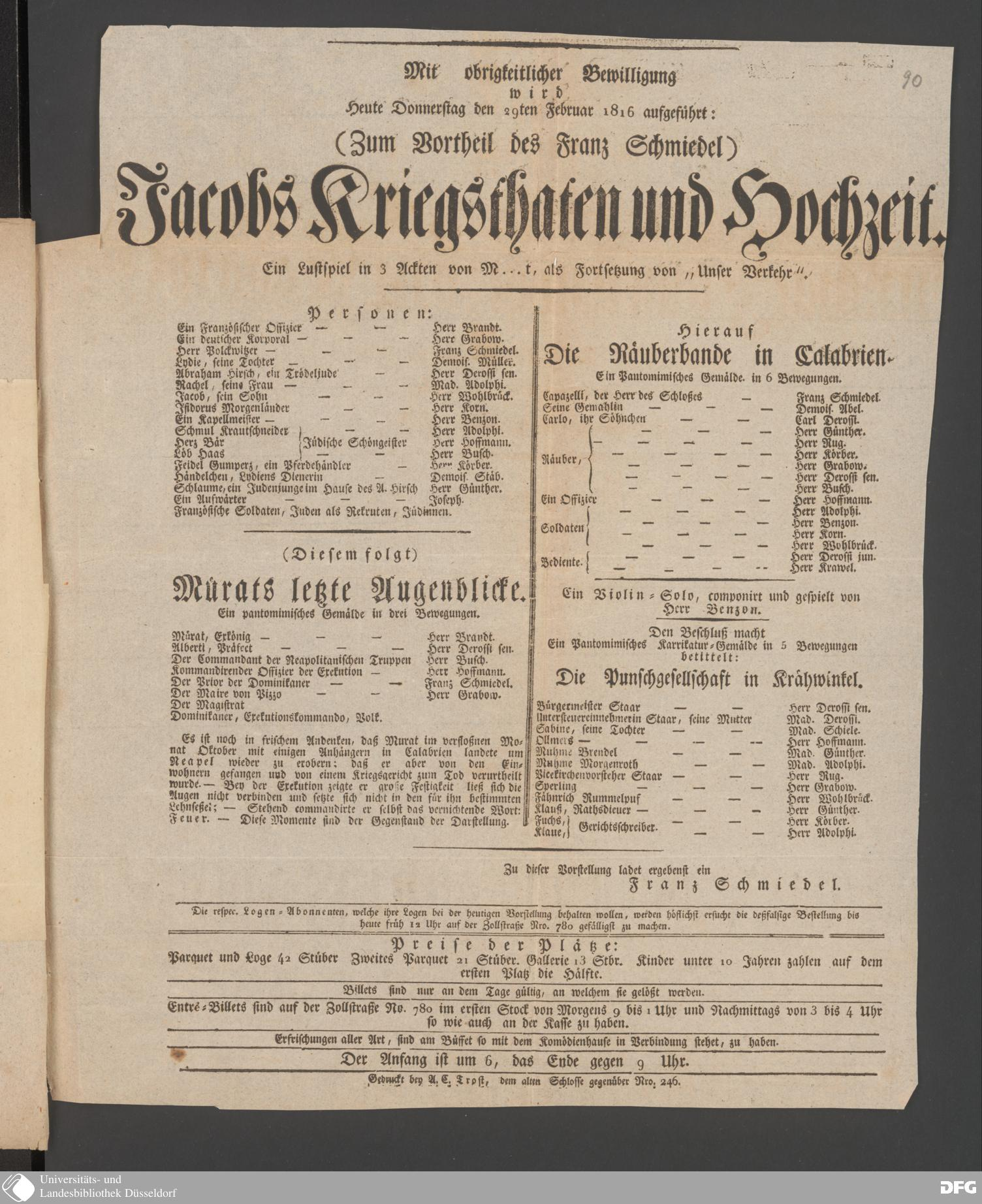
Derossi sen. als Schauspieler in Düsseldorf 1816

Josef Derossi begann im Jahr 1786 seine Theaterkarriere mit Liebhaber- und Chargenrollen, die seinem noch jugendlichen Alter entsprachen. In der Folgezeit erhielt er Arrangements an den damaligen Bühnen in Freiburg im Breisgau, Karlsruhe, Budapest, Innsbruck und Wien. Im Jahr 1815 traf er auf die Schauspielergesellschaft von Caroline Müller, die von Düsseldorf aus unter anderem in Aachen und Köln auftrat. Derossi schloss sich ihr als Schauspieler und Regisseur an und übernahm nun überwiegend die Rollen von Vätern und komischen Alten.  
Im Verlauf des Frühsommers 1817 trat Derossi aus der Schauspielergesellschaft Müller aus und gründete seine eigene Theatertruppe, der er als Direktor, Geschäftsführer und Regisseur vorstand. Zu  dieser gehörten unter anderem auch der noch junge Albert Lortzing und dessen späteren Ehefrau, die Schauspielerin Rosina Regina Ahles. Ein Jahr später übernahm Derossi als Pächter die im städtischen Besitz befindliche ehemalige Bergische Nationalbühne in Düsseldorf und stellte von 1820 bis 1822 den späteren Theaterleiter Friedrich Sebald Ringelhardt als Co-Direktor ein, der zuvor in seinem Ensemble als Schauspieler tätig war. Außerhalb seiner Bühne trat Derossi mit seiner Theatergesellschaft in den nächsten mehr als zwanzig Jahren im gesamten Rheinland auf und feierte große Erfolge unter anderem am Alten Komödienhaus Aachen, im Rumps Theaterlokal in Krefeld sowie in Köln und Elberfeld. 
Derossi bevorzugte bei der Aufstellung seines Spielplanes überwiegend die klassische Oper, da er damit den Besuchergeschmack bedienen und somit für höhere Einnahmen sorgen konnte. Besonderes Ansehen erwarb er hier bei den Aufführungen der Werke Mozarts, die in jeder Saison mehrfach vertreten waren. Dagegen fanden nicht so beliebte Klassiker des Schauspiels wie beispielsweise Stücke von Schiller, Shakespeare, Moliere, Kleist und Goethe kaum Aufnahme in das Programm. Dennoch konnte Derossi die finanziellen Verhältnisse an seinem Theater nicht wesentlich verbessern und weigerte sich daher auch beharrlich, die notwendigen Reparaturen am Gebäude, zu denen er als Pächter eigentlich vertraglich verpflichtet war, vorzunehmen.
Bereits in den frühen 1820er Jahren wurde Derossi auf die frühen Werke des Schriftstellers Karl Immermann aufmerksam und brachte diese in Düsseldorf zur Aufführung. Durch diese Stücke gab Immermann ab 1829 dem Theater neue Impulse. Sein künstlerisches Konzept der Immermann’schen Musterbühne, welches Theatergeschichte schrieb, wurde in den 1830er Jahren hier entwickelt. Vorübergehend stiegen die Einnahmen und das alte Theater konnte schließlich in den Jahren 1831/32 neu ausgebaut werden. Daraufhin wurde Immermann im Jahr 1834 zum Direktor des Düsseldorfer Theaters ernannt und Derossi, welcher sich mittlerweile nicht mehr zum Förderer, sondern auch auf Grund seiner Spielplangestaltung zu Immermanns ernsthaftem Gegenspieler entwickelt hatte, musste vorerst zurückstecken. Drei Jahre später scheiterte aber auch Immermann ebenfalls aus finanziellen Gründen mit seinen Reformplänen und Derossi übernahm 1837 erneut die Theaterleitung. Diese behielt er nun bis zu seinem Tod im Jahr 1841.